# پردیس سینمایی سیتی سنتر اصفهان

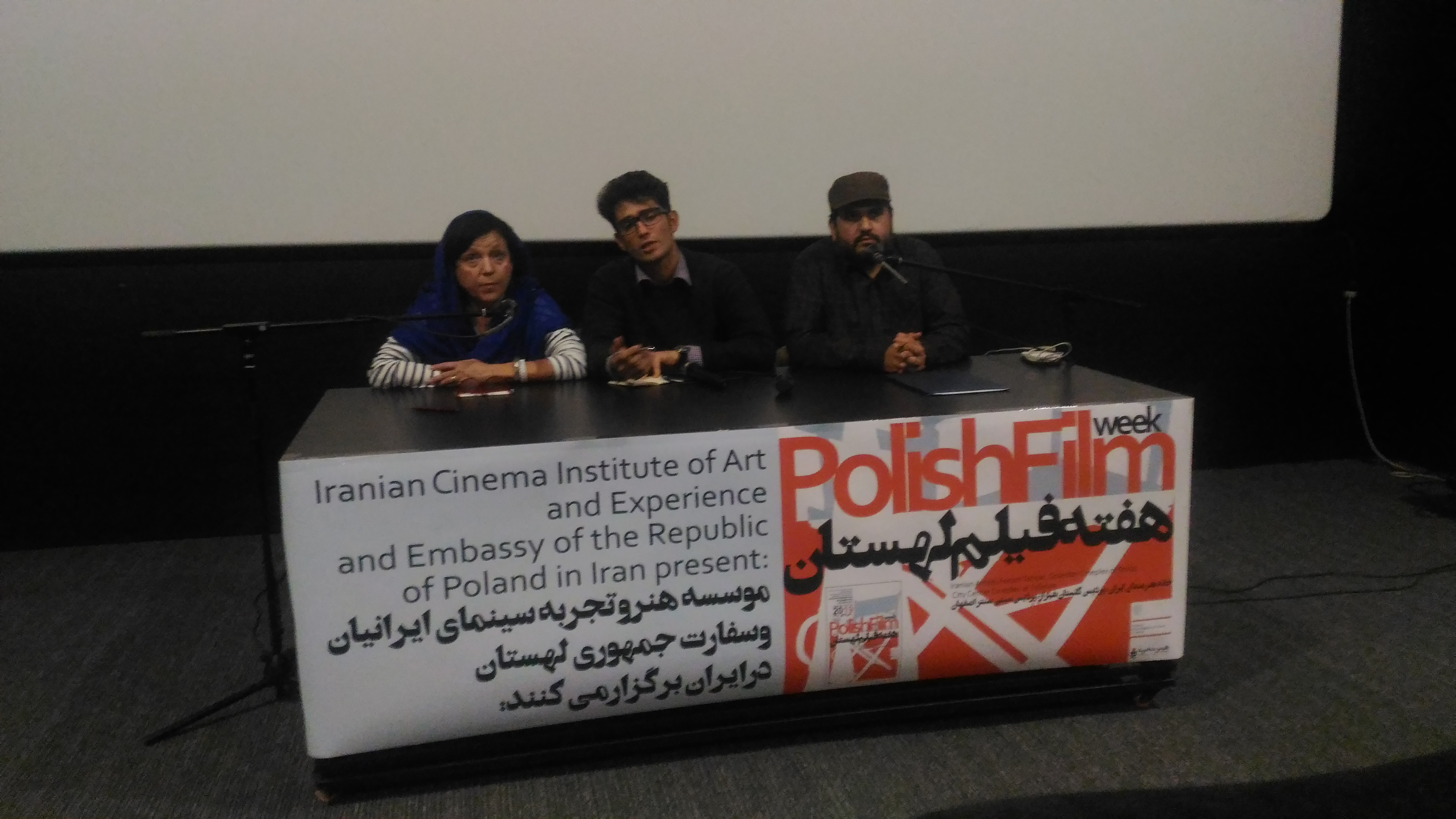
یوآنا کاس کراوزه با رضا درمیشیان در هفته فیلم لهستان- پردیس سینمایی سیتی سنتر اصفهان

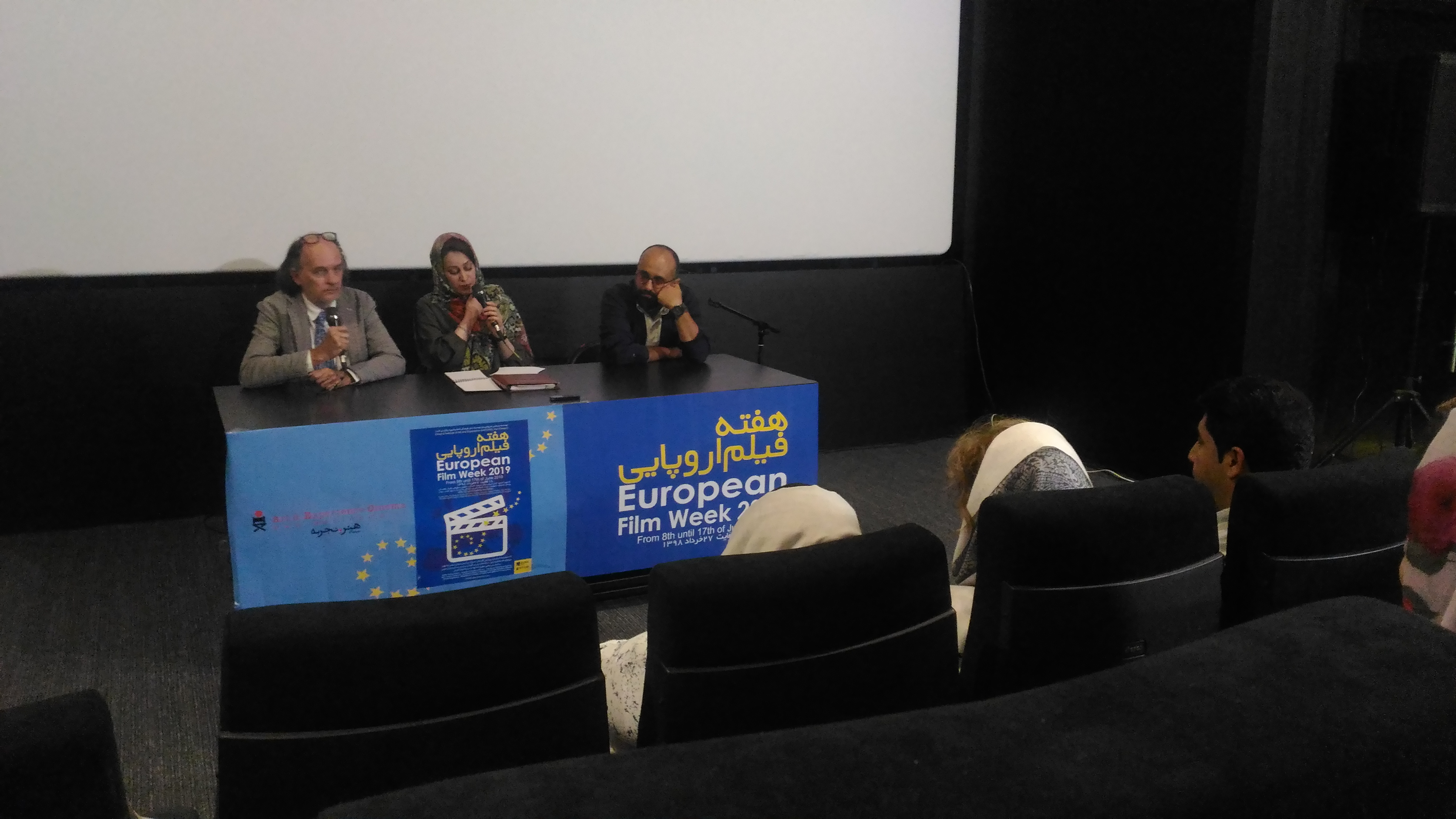
ژان ون دیولد و مازیار میری در هفته فیلم اروپایی - پردیس سینمایی سیتی سنتر اصفهان

پردیس سینمایی سیتی سنتر اصفهان یک پردیس سینمایی به همراه سالن چند منظوره همایش در شهر اصفهان، ایران است. این مجموعه تحت عنوان مرکز همایش‌ها و سینماهای اصفهان سیتی سنتر یکی از زیرمجموعه‌های سیتی سنتر اصفهان است.

## ساخت و افتتاح
از ابتدای طراحی مرکز خرید سیتی سنتر اصفهان، بخشی تحت عنوان مرکز همایش و سالن‌های سینما برای آن در نظر گرفته شده بود اما تکمیل سالن‌ها و افتتاح آنها در مراحل اولیه ساخت سیتی‌ سنتر اصفهان مورد توجه نگرفت به گونه ای که از زمان افتتاح سیتی‌سنتر در سال ۱۳۹۱ تا سال‌ها طبقات فوقانی این مجموعه که به سالن‌های سینما اختصاص داشت بدون استفاده و مسدود بود. سرانجام بعد از چند بار تعویق در افتتاح، در روز اول تیر ۱۳۹۷ ۵ سالن از این مجموعه سینمایی در اختیار اکران عمومی فیلم‌های سینمای‌ایران قرار گرفت و بدین ترتیب پردیس سینمایی سیتی سنتر اصفهان رسماً افتتاح شد.

## تجهیزات و امکانات
سالن‌های پردیس سینمایی سیتی سنتر اصفهان از ویدئو پروژکتورهای لیزری، صندلی‌های ارگونومیک، کفپوش آنتی‌باکتریال و صدای دالبی بهره‌مند هستند.
برای این مجموعه، از جدیدترین و بهترین تجهیزات روز سینمایی دنیا مثل تجهیزات کنسرت هال بهره گرفته‌شده‌است و نوع طراحی سالن‌ها هم به‌گونه‌ای است که بتواند بهترین زاویه دید را برای مخاطبان ایجاد کند. همچنین سیستم صوتی سینماها به شکلی طراحی و پیاده‌سازی شده که مخاطبان در هر قسمت از سالن میزان مشابهی از صدا را دریافت کنند.
پنج سالن سینما عمومی برای اکران فیلم‌های روز سینمای ایران در این مجموعه وجود دارد که کوچکترین آنها ۷۰ و بزرگترین آن ۳۳۳ نفر گنجایش دارد. علاوه بر سالن‌های سینمایی عمومی دو سالن خصوصی ویژه هم در نظر گرفته شده که با ظرفیت‌های ۲۰ و ۳۶ نفره برای موارد خاص طراحی شده‌اند. یک سالن با ظرفیت ۱۸۰ نفر هم به صورت دو منظوره برای اکران قیلم و اجرای تئاتر طراحی شده‌است.

## سالن همایش چند منظوره
سالن همایش این مجموعه با ظرفیت ۱۰۷۵ نفر، به گونه‌ای طراحی شده تا هم برای اجرای کنسرت و هم برای برگزاری همایش کاربرد داشته باشد.